# Liste des monuments historiques protégés en 1922
Cet article recense les monuments historiques français classés en 1922.

## Protections
| Édifice                                                                                    | Commune                         | Département             | Région                     | Protection | Base Mérimée                         | Coordonnées                        | Image |
| ------------------------------------------------------------------------------------------ | ------------------------------- | ----------------------- | -------------------------- | ---------- | ------------------------------------ | ---------------------------------- | ----- |
| Église Saint-Pierre de Beugneux                                                            | Beugneux                        | Aisne                   | Hauts-de-France            | classé     | « PA00115531 », notice no PA00115531 | 49° 14′ 01″ nord, 3° 24′ 54″ est   |       |
| Église Saint-Martin de Billy-sur-Ourcq                                                     | Billy-sur-Ourcq                 | Aisne                   | Hauts-de-France            | classé     | « PA00115533 », notice no PA00115533 | 49° 13′ 03″ nord, 3° 18′ 02″ est   |       |
| Église Notre-Dame de Bruyères-et-Montbérault                                               | Bruyères-et-Montbérault         | Aisne                   | Hauts-de-France            | classé     | « PA00115559 », notice no PA00115559 | 49° 31′ 29″ nord, 3° 39′ 50″ est   |       |
| Monument des Écossais                                                                      | Buzancy                         | Aisne                   | Hauts-de-France            | classé     | « PA00115570 », notice no PA00115570 | 49° 18′ 53″ nord, 3° 20′ 30″ est   |       |
| Église Saint-Jean-Baptiste de Chacrise                                                     | Chacrise                        | Aisne                   | Hauts-de-France            | classé     | « PA00115578 », notice no PA00115578 | 49° 18′ 08″ nord, 3° 24′ 16″ est   |       |
| Croix de cimetière de Connigis                                                             | Connigis                        | Aisne                   | Hauts-de-France            | classé     | « PA00115613 », notice no PA00115613 | 49° 02′ 07″ nord, 3° 31′ 50″ est   |       |
| Plate-forme de l'obusier de Coucy-le-Château-Auffrique                                     | Coucy-le-Château-Auffrique      | Aisne                   | Hauts-de-France            | classé     | « PA00115619 », notice no PA00115619 | 49° 31′ 42″ nord, 3° 18′ 19″ est   |       |
| Église Saint-Lubin de Couvrelles                                                           | Couvrelles                      | Aisne                   | Hauts-de-France            | classé     | « PA00115631 », notice no PA00115631 | 49° 20′ 21″ nord, 3° 29′ 25″ est   |       |
| Église Saint-Martin de Cramaille                                                           | Cramaille                       | Aisne                   | Hauts-de-France            | classé     | « PA00115634 », notice no PA00115634 | 49° 13′ 45″ nord, 3° 27′ 07″ est   |       |
| Plate-forme du Parisgeschütz de Crépy                                                      | Crépy                           | Aisne                   | Hauts-de-France            | classé     | « PA00115640 », notice no PA00115640 | 49° 37′ 20″ nord, 3° 30′ 25″ est   |       |
| Église Saint-Gervais-et-Saint-Protais de Cuiry-lès-Chaudardes                              | Cuiry-lès-Chaudardes            | Aisne                   | Hauts-de-France            | classé     | « PA00115645 », notice no PA00115645 | 49° 23′ 09″ nord, 3° 46′ 18″ est   |       |
| Église Saint-Médard d'Epaux-Bézu                                                           | Epaux-Bézu                      | Aisne                   | Hauts-de-France            | classé     | « PA00115657 », notice no PA00115657 | 49° 06′ 30″ nord, 3° 20′ 53″ est   |       |
| Église Saint-Pierre de Barbonval                                                           | Longueval-Barbonval             | Aisne                   | Hauts-de-France            | classé     | « PA00115791 », notice no PA00115791 | 49° 21′ 28″ nord, 3° 40′ 21″ est   |       |
| Église Saint-Martin de Maast-et-Violaine                                                   | Maast-et-Violaine               | Aisne                   | Hauts-de-France            | classé     | « PA00115797 », notice no PA00115797 | 49° 16′ 57″ nord, 3° 26′ 57″ est   |       |
| Église Saint-Martin de Nouvion-le-Comte                                                    | Nouvion-le-Comte                | Aisne                   | Hauts-de-France            | classé     | « PA00115848 », notice no PA00115848 | 49° 41′ 54″ nord, 3° 27′ 51″ est   |       |
| Église Saint-Éloi de Passy-sur-Marne                                                       | Passy-sur-Marne                 | Aisne                   | Hauts-de-France            | classé     | « PA00115865 », notice no PA00115865 | 49° 03′ 38″ nord, 3° 34′ 17″ est   |       |
| Église Saint-Bandry de Saint-Bandry                                                        | Saint-Bandry                    | Aisne                   | Hauts-de-France            | classé     | « PA00115898 », notice no PA00115898 | 49° 22′ 17″ nord, 3° 10′ 07″ est   |       |
| Église Saint-Brice de Sergy                                                                | Sergy                           | Aisne                   | Hauts-de-France            | classé     | « PA00115931 », notice no PA00115931 | 49° 10′ 59″ nord, 3° 34′ 17″ est   |       |
| Château de Nesles                                                                          | Seringes-et-Nesles              | Aisne                   | Hauts-de-France            | classé     | « PA00115932 », notice no PA00115932 | 49° 12′ 14″ nord, 3° 34′ 08″ est   |       |
| Église Saint-Rémi de Serval                                                                | Serval                          | Aisne                   | Hauts-de-France            | classé     | « PA00115934 », notice no PA00115934 | 49° 21′ 17″ nord, 3° 41′ 05″ est   |       |
| Palais épiscopal                                                                           | Soissons                        | Aisne                   | Hauts-de-France            | classé     | « PA00115944 », notice no PA00115944 | 49° 22′ 48″ nord, 3° 19′ 29″ est   |       |
| Grand séminaire                                                                            | Soissons                        | Aisne                   | Hauts-de-France            | classé     | « PA00115950 », notice no PA00115950 | 49° 22′ 42″ nord, 3° 19′ 29″ est   |       |
| Église Saint-Rufin-et-Saint-Valère de Vregny                                               | Vregny                          | Aisne                   | Hauts-de-France            | classé     | « PA00115994 », notice no PA00115994 | 49° 24′ 28″ nord, 3° 25′ 30″ est   |       |
| Église Saint-Aignan                                                                        | Pouzy-Mésangy                   | Allier                  | Auvergne-Rhône-Alpes       | classé     | « PA00093255 », notice no PA00093255 | 46° 42′ 38″ nord, 3° 00′ 18″ est   |       |
| Prieuré Notre-Dame                                                                         | Mane                            | Alpes-de-Haute-Provence | Provence-Alpes-Côte d'Azur | classé     | « PA00080418 », notice no PA00080418 | 43° 56′ 16″ nord, 5° 46′ 02″ est   |       |
| Église Sainte-Victoire                                                                     | Simiane-la-Rotonde              | Alpes-de-Haute-Provence | Provence-Alpes-Côte d'Azur | classé     | « PA00080488 », notice no PA00080488 | 43° 58′ 53″ nord, 5° 33′ 47″ est   |       |
| Tour de la mairie                                                                          | Saint-Paul-de-Vence             | Alpes-Maritimes         | Provence-Alpes-Côte d'Azur | classé     | « PA00080848 », notice no PA00080848 | 43° 41′ 49″ nord, 7° 07′ 20″ est   |       |
| Voie romaine                                                                               | La Turbie                       | Alpes-Maritimes         | Provence-Alpes-Côte d'Azur | classé     | « PA00080898 », notice no PA00080898 |                                    |       |
| Église Saint-Julien de Tournon-sur-Rhône                                                   | Tournon-sur-Rhône               | Ardèche                 | Auvergne-Rhône-Alpes       | classé     | « PA00116829 », notice no PA00116829 | 45° 04′ 06″ nord, 4° 49′ 51″ est   |       |
| Église Saint-Remy d'Aouste                                                                 | Aouste                          | Ardennes                | Grand Est                  | classé     | « PA00078332 », notice no PA00078332 | 49° 47′ 57″ nord, 4° 19′ 03″ est   |       |
| Palais de Charlemagne                                                                      | Attigny                         | Ardennes                | Grand Est                  | classé     | « PA00078335 », notice no PA00078335 | 49° 28′ 42″ nord, 4° 34′ 40″ est   |       |
| Croix du Chesne                                                                            | Le Chesne                       | Ardennes                | Grand Est                  | classé     | « PA00078424 », notice no PA00078424 | 49° 30′ 50″ nord, 4° 45′ 55″ est   |       |
| Église Saint-Jacques du Chesne                                                             | Le Chesne                       | Ardennes                | Grand Est                  | classé     | « PA00078425 », notice no PA00078425 | 49° 30′ 50″ nord, 4° 45′ 51″ est   |       |
| Plate-forme d'artillerie de Semide                                                         | Semide                          | Ardennes                | Grand Est                  | classé     | « PA00078525 », notice no PA00078525 | 49° 20′ 03″ nord, 4° 35′ 42″ est   |       |
| Abbaye                                                                                     | Alet-les-Bains                  | Aude                    | Occitanie                  | classé     | « PA00102514 », notice no PA00102514 | 42° 59′ 46″ nord, 2° 15′ 18″ est   |       |
| Château de Sévérac                                                                         | Sévérac-le-Château              | Aveyron                 | Occitanie                  | classé     | « PA00094186 », notice no PA00094186 | 44° 19′ 22″ nord, 3° 04′ 08″ est   |       |
| Château                                                                                    | La Petite-Pierre                | Bas-Rhin                | Grand Est                  | classé     | « PA00084889 », notice no PA00084889 | 48° 51′ 26″ nord, 7° 18′ 53″ est   |       |
| Haras national                                                                             | Strasbourg                      | Bas-Rhin                | Grand Est                  | classé     | « PA00085042 », notice no PA00085042 | 48° 34′ 37″ nord, 7° 44′ 36″ est   |       |
| Citadelle                                                                                  | Strasbourg                      | Bas-Rhin                | Grand Est                  | classé     | « PA00085019 », notice no PA00085019 | 48° 34′ 36″ nord, 7° 46′ 26″ est   |       |
| Monument du général Desaix                                                                 | Strasbourg                      | Bas-Rhin                | Grand Est                  | classé     | « PA00085180 », notice no PA00085180 | 48° 34′ 32″ nord, 7° 45′ 15″ est   |       |
| Thermes romains                                                                            | Aix-en-Provence                 | Bouches-du-Rhône        | Provence-Alpes-Côte d'Azur | classé     | « PA00081108 », notice no PA00081108 | 43° 31′ 51″ nord, 5° 26′ 39″ est   |       |
| Thermes de Constantin                                                                      | Arles                           | Bouches-du-Rhône        | Provence-Alpes-Côte d'Azur | classé     | « PA00081190 », notice no PA00081190 | 43° 40′ 44″ nord, 4° 37′ 38″ est   |       |
| Remparts                                                                                   | Arles                           | Bouches-du-Rhône        | Provence-Alpes-Côte d'Azur | classé     | « PA00081186 », notice no PA00081186 | 43° 40′ 43″ nord, 4° 37′ 28″ est   |       |
| Aqueduc de Pont-de-Crau                                                                    | Arles                           | Bouches-du-Rhône        | Provence-Alpes-Côte d'Azur | classé     | « PA00081121 », notice no PA00081121 | 43° 39′ 54″ nord, 4° 38′ 51″ est   |       |
| Remparts d'Arles                                                                           | Arles                           | Bouches-du-Rhône        | Provence-Alpes-Côte d'Azur | classé     | « PA00081130 », notice no PA00081130 | 43° 40′ 36″ nord, 4° 37′ 41″ est   |       |
| Palais archiépiscopal                                                                      | Arles                           | Bouches-du-Rhône        | Provence-Alpes-Côte d'Azur | classé     | « PA00081122 », notice no PA00081122 | 43° 40′ 35″ nord, 4° 37′ 40″ est   |       |
| Marché de la Grande Boucherie                                                              | Arles                           | Bouches-du-Rhône        | Provence-Alpes-Côte d'Azur | classé     | « PA00081181 », notice no PA00081181 | 43° 40′ 44″ nord, 4° 37′ 41″ est   |       |
| Aqueduc de Meyrargues                                                                      | Meyrargues                      | Bouches-du-Rhône        | Provence-Alpes-Côte d'Azur | classé     | « PA00081384 », notice no PA00081384 | 43° 38′ 01″ nord, 5° 32′ 01″ est   |       |
| Croix de carrefour                                                                         | Noves                           | Bouches-du-Rhône        | Provence-Alpes-Côte d'Azur | classé     | « PA00081388 », notice no PA00081388 | 43° 51′ 41″ nord, 4° 54′ 08″ est   |       |
| Oratoire de Saint-Étienne-du-Grès                                                          | Saint-Étienne-du-Grès           | Bouches-du-Rhône        | Provence-Alpes-Côte d'Azur | classé     | « PA00081432 », notice no PA00081432 |                                    |       |
| Manoir de Quilly                                                                           | Bretteville-sur-Laize           | Calvados                | Normandie                  | classé     | « PA00111117 », notice no PA00111117 | 49° 02′ 59″ nord, 0° 18′ 56″ ouest |       |
| Château de Grandchamp-le-Château                                                           | Grandchamp-le-Château           | Calvados                | Normandie                  | classé     | « PA00111375 », notice no PA00111375 | 49° 04′ 52″ nord, 0° 04′ 38″ est   |       |
| Église Saint-Nicolas                                                                       | Port-en-Bessin-Huppain          | Calvados                | Normandie                  | classé     | « PA00111621 », notice no PA00111621 | 49° 20′ 14″ nord, 0° 47′ 05″ ouest |       |
| Croix de Mons                                                                              | Chalinargues                    | Cantal                  | Auvergne-Rhône-Alpes       | classé     | « PA00093485 », notice no PA00093485 | 45° 09′ 32″ nord, 2° 57′ 20″ est   |       |
| Église Saint-Pierre                                                                        | Menet                           | Cantal                  | Auvergne-Rhône-Alpes       | classé     | « PA00093549 », notice no PA00093549 | 45° 17′ 45″ nord, 2° 35′ 08″ est   |       |
| Château de Villattes                                                                       | Léré                            | Cher                    | Centre-Val de Loire        | classé     | « PA00096823 », notice no PA00096823 | 47° 27′ 47″ nord, 2° 51′ 21″ est   |       |
| Église Saint-Julien de Brioude                                                             | Concèze                         | Corrèze                 | Nouvelle-Aquitaine         | classé     | « PA00099744 », notice no PA00099744 | 45° 21′ 16″ nord, 1° 20′ 42″ est   |       |
| Église Notre-Dame                                                                          | Agencourt                       | Côte-d'Or               | Bourgogne-Franche-Comté    | classé     | « PA00112050 », notice no PA00112050 | 47° 06′ 42″ nord, 4° 58′ 24″ est   |       |
| Camp du Châtelet                                                                           | Bouze-lès-Beaune                | Côte-d'Or               | Bourgogne-Franche-Comté    | classé     | « PA00112154 », notice no PA00112154 | 47° 03′ 05″ nord, 4° 45′ 19″ est   |       |
| Croix                                                                                      | Charny                          | Côte-d'Or               | Bourgogne-Franche-Comté    | classé     | « PA00112181 », notice no PA00112181 | 47° 20′ 03″ nord, 4° 25′ 49″ est   |       |
| Tour du Petit Saint-Bénigne                                                                | Dijon                           | Côte-d'Or               | Bourgogne-Franche-Comté    | classé     | « PA00112436 », notice no PA00112436 | 47° 19′ 10″ nord, 5° 02′ 24″ est   |       |
| Calvaire                                                                                   | Montigny-sur-Armançon           | Côte-d'Or               | Bourgogne-Franche-Comté    | classé     | « PA00112555 », notice no PA00112555 | 47° 26′ 06″ nord, 4° 22′ 24″ est   |       |
| Église Saint-Maurice                                                                       | Thoisy-le-Désert                | Côte-d'Or               | Bourgogne-Franche-Comté    | classé     | « PA00112698 », notice no PA00112698 | 47° 14′ 47″ nord, 4° 31′ 32″ est   |       |
| Chapelle Notre-Dame-de-Comfort                                                             | Berhet                          | Côtes-d'Armor           | Bretagne                   | classé     | « PA00089024 », notice no PA00089024 | 48° 41′ 42″ nord, 3° 19′ 02″ ouest |       |
| Hôtel Kératry                                                                              | Dinan                           | Côtes-d'Armor           | Bretagne                   | classé     | « PA00089099 », notice no PA00089099 | 48° 27′ 10″ nord, 2° 02′ 35″ ouest |       |
| Château de la Hunaudaye                                                                    | Plédéliac                       | Côtes-d'Armor           | Bretagne                   | classé     | « PA00089396 », notice no PA00089396 | 48° 28′ 22″ nord, 2° 20′ 20″ ouest |       |
| Chapelle de Keramanac'h                                                                    | Plounévez-Moëdec                | Côtes-d'Armor           | Bretagne                   | classé     | « PA00089507 », notice no PA00089507 | 48° 33′ 41″ nord, 3° 29′ 34″ ouest |       |
| Église Saint-Quémeau de Locquémeau et cimetière                                            | Trédrez-Locquémeau              | Côtes-d'Armor           | Bretagne                   | classé     | « PA00089682 », notice no PA00089682 | 48° 43′ 25″ nord, 3° 33′ 50″ ouest |       |
| Croix de Nouhant                                                                           | Nouhant                         | Creuse                  | Nouvelle-Aquitaine         | classé     | « PA00100122 », notice no PA00100122 | 46° 17′ 06″ nord, 2° 23′ 25″ est   |       |
| Église Saint-Pierre-ès-Liens de Sagnat                                                     | Sagnat                          | Creuse                  | Nouvelle-Aquitaine         | classé     | « PA00100145 », notice no PA00100145 | 46° 18′ 15″ nord, 1° 37′ 45″ est   |       |
| Gisement de la Micoque                                                                     | Les Eyzies-de-Tayac-Sireuil     | Dordogne                | Nouvelle-Aquitaine         | classé     | « PA00082542 », notice no PA00082542 | 44° 57′ 28″ nord, 1° 00′ 22″ est   |       |
| Château de Jumilhac                                                                        | Jumilhac-le-Grand               | Dordogne                | Nouvelle-Aquitaine         | classé     | « PA00082592 », notice no PA00082592 | 45° 29′ 35″ nord, 1° 03′ 36″ est   |       |
| Fontaine des Carmes                                                                        | Besançon                        | Doubs                   | Bourgogne-Franche-Comté    | classé     | « PA00101517 », notice no PA00101517 | 47° 14′ 11″ nord, 6° 01′ 34″ est   |       |
| Pierre à poissons                                                                          | Montbéliard                     | Doubs                   | Bourgogne-Franche-Comté    | classé     | « PA00101682 », notice no PA00101682 | 47° 30′ 33″ nord, 6° 47′ 45″ est   |       |
| Abbaye de Montbenoît                                                                       | Montbenoît                      | Doubs                   | Bourgogne-Franche-Comté    | classé     | « PA00101685 », notice no PA00101685 | 46° 59′ 33″ nord, 6° 27′ 46″ est   |       |
| Remparts de Die                                                                            | Die                             | Drôme                   | Auvergne-Rhône-Alpes       | classé     | « PA00116935 », notice no PA00116935 | 44° 45′ 03″ nord, 5° 22′ 14″ est   |       |
| Église Saint-Julien de Bois-Normand-près-Lyre                                              | Bois-Normand-près-Lyre          | Eure                    | Normandie                  | classé     | « PA00099347 », notice no PA00099347 | 48° 53′ 55″ nord, 0° 41′ 52″ est   |       |
| Maison du XVe siècle                                                                       | Brou                            | Eure-et-Loir            | Centre-Val de Loire        | classé     | « PA00096984 », notice no PA00096984 | 48° 12′ 34″ nord, 1° 10′ 03″ est   |       |
| Église de la Madeleine                                                                     | Châteaudun                      | Eure-et-Loir            | Centre-Val de Loire        | classé     | « PA00097024 », notice no PA00097024 | 48° 04′ 08″ nord, 1° 19′ 30″ est   |       |
| Maison Louis-Esnault                                                                       | Châteaudun                      | Eure-et-Loir            | Centre-Val de Loire        | classé     | « PA00097076 », notice no PA00097076 | 48° 04′ 12″ nord, 1° 19′ 29″ est   |       |
| Maison du Sénéchal                                                                         | Carhaix-Plouguer                | Finistère               | Bretagne                   | classé     | « PA00089863 », notice no PA00089863 | 48° 16′ 35″ nord, 3° 34′ 27″ ouest |       |
| Chapelle Saint-Cadou de Kerzinaou                                                          | Gouesnac'h                      | Finistère               | Bretagne                   | classé     | « PA00089968 », notice no PA00089968 | 47° 56′ 09″ nord, 4° 06′ 06″ ouest |       |
| Chapelle Notre-Dame des Trois-Fontaines                                                    | Gouézec                         | Finistère               | Bretagne                   | classé     | « PA00089974 », notice no PA00089974 | 48° 08′ 50″ nord, 4° 00′ 37″ ouest |       |
| Dolmen de Penquélennec                                                                     | Peumerit                        | Finistère               | Bretagne                   | classé     | « PA00090161 », notice no PA00090161 | 47° 56′ 58″ nord, 4° 18′ 46″ ouest |       |
| Dolmen de Kervignon                                                                        | Plobannalec-Lesconil            | Finistère               | Bretagne                   | classé     | « PA00090170 », notice no PA00090170 | 47° 48′ 40″ nord, 4° 13′ 47″ ouest |       |
| Dolmens de Kervadol                                                                        | Plobannalec-Lesconil            | Finistère               | Bretagne                   | classé     | « PA00090171 », notice no PA00090171 | 47° 48′ 48″ nord, 4° 13′ 47″ ouest |       |
| Église Saint-Thurien de Plogonnec                                                          | Plogonnec                       | Finistère               | Bretagne                   | classé     | « PA00090181 », notice no PA00090181 | 48° 04′ 41″ nord, 4° 11′ 31″ ouest |       |
| Allée couverte de Kerugon                                                                  | Plomeur                         | Finistère               | Bretagne                   | classé     | « PA00090186 », notice no PA00090186 | 47° 50′ 46″ nord, 4° 18′ 34″ ouest |       |
| Dolmen de Ménez-Liaven                                                                     | Pluguffan                       | Finistère               | Bretagne                   | classé     | « PA00090283 », notice no PA00090283 | 47° 59′ 20″ nord, 4° 11′ 21″ ouest |       |
| Allée couverte de Lesconil (Ty ar c'horriged)                                              | Poullan-sur-Mer                 | Finistère               | Bretagne                   | classé     | « PA00090312 », notice no PA00090312 | 48° 05′ 31″ nord, 4° 22′ 46″ ouest |       |
| Château de Lagardère                                                                       | Lagardère                       | Gers                    | Occitanie                  | classé     | « PA00094819 », notice no PA00094819 | 43° 50′ 29″ nord, 0° 19′ 26″ est   |       |
| Château de Larressingle                                                                    | Larressingle                    | Gers                    | Occitanie                  | classé     | « PA00094826 », notice no PA00094826 | 43° 56′ 38″ nord, 0° 18′ 40″ est   |       |
| Église Notre-Dame de Bayon-sur-Gironde                                                     | Bayon-sur-Gironde               | Gironde                 | Nouvelle-Aquitaine         | classé     | « PA00083130 », notice no PA00083130 | 45° 03′ 12″ nord, 0° 36′ 00″ ouest |       |
| Fontaine gothique                                                                          | Beblenheim                      | Haut-Rhin               | Grand Est                  | classé     | « PA00085336 », notice no PA00085336 | 48° 09′ 31″ nord, 7° 19′ 35″ est   |       |
| Château de Freundstein                                                                     | Goldbach-Altenbach              | Haut-Rhin               | Grand Est                  | classé     | « PA00085432 », notice no PA00085432 | 47° 51′ 37″ nord, 7° 07′ 11″ est   |       |
| Fontaine des Vignerons                                                                     | Thann                           | Haut-Rhin               | Grand Est                  | inscrit    | « PA00085699 », notice no PA00085699 | 47° 48′ 44″ nord, 7° 06′ 05″ est   |       |
| Oratoire de Saint-Exupère                                                                  | Blagnac                         | Haute-Garonne           | Occitanie                  | classé     | « PA00094292 », notice no PA00094292 | 43° 38′ 16″ nord, 1° 23′ 45″ est   |       |
| Château de Gy                                                                              | Gy                              | Haute-Saône             | Bourgogne-Franche-Comté    | classé     | « PA00102189 », notice no PA00102189 | 47° 24′ 15″ nord, 5° 48′ 42″ est   |       |
| Église Saint-Félix d'Aucun                                                                 | Aucun                           | Hautes-Pyrénées         | Occitanie                  | classé     | « PA00095326 », notice no PA00095326 | 42° 58′ 25″ nord, 0° 11′ 35″ ouest |       |
| Folie Saint-James                                                                          | Neuilly-sur-Seine               | Hauts-de-Seine          | Île-de-France              | classé     | « PA00088127 », notice no PA00088127 | 48° 52′ 56″ nord, 2° 15′ 31″ est   |       |
| Forteresse du Mont-Valérien                                                                | Suresnes                        | Hauts-de-Seine          | Île-de-France              | classé     | « PA00088157 », notice no PA00088157 |                                    |       |
| Château d'Ô                                                                                | Montpellier                     | Hérault                 | Occitanie                  | classé     | « PA00103529 », notice no PA00103529 | 43° 38′ 00″ nord, 3° 50′ 21″ est   |       |
| Beffroi                                                                                    | Fougères                        | Ille-et-Vilaine         | Bretagne                   | classé     | « PA00090555 », notice no PA00090555 | 48° 21′ 14″ nord, 1° 12′ 16″ ouest |       |
| Église Toussaints                                                                          | Rennes                          | Ille-et-Vilaine         | Bretagne                   | classé     | « PA00090683 », notice no PA00090683 | 48° 06′ 33″ nord, 1° 40′ 34″ ouest |       |
| Croix de Fougerolles                                                                       | Fougerolles                     | Indre                   | Centre-Val de Loire        | classé     | « PA00097349 », notice no PA00097349 | 46° 33′ 48″ nord, 1° 52′ 00″ est   |       |
| Église Saint-Martin de Lacs                                                                | Lacs                            | Indre                   | Centre-Val de Loire        | classé     | « PA00097366 », notice no PA00097366 | 46° 35′ 06″ nord, 2° 01′ 35″ est   |       |
| Maison Saint-Jacques                                                                       | Levroux                         | Indre                   | Centre-Val de Loire        | inscrit    | « PA00097369 », notice no PA00097369 | 46° 58′ 47″ nord, 1° 36′ 43″ est   |       |
| Croix de Montipouret                                                                       | Montipouret                     | Indre                   | Centre-Val de Loire        | classé     | « PA00097399 », notice no PA00097399 | 46° 38′ 58″ nord, 1° 54′ 04″ est   |       |
| Église Saint-Martin de Montipouret                                                         | Montipouret                     | Indre                   | Centre-Val de Loire        | classé     | « PA00097400 », notice no PA00097400 | 46° 38′ 58″ nord, 1° 54′ 02″ est   |       |
| Croix de Saint-Georges                                                                     | Vouillon                        | Indre                   | Centre-Val de Loire        | classé     | « PA00097490 », notice no PA00097490 | 46° 49′ 15″ nord, 1° 55′ 57″ est   |       |
| Château de Langeais                                                                        | Langeais                        | Indre-et-Loire          | Centre-Val de Loire        | classé     | « PA00097795 », notice no PA00097795 | 47° 19′ 29″ nord, 0° 24′ 22″ est   |       |
| Château de Beauvoir                                                                        | Beauvoir-en-Royans              | Isère                   | Auvergne-Rhône-Alpes       | classé     | « PA00117121 », notice no PA00117121 | 45° 07′ 19″ nord, 5° 20′ 18″ est   |       |
| Maison des acrobates                                                                       | Blois                           | Loir-et-Cher            | Centre-Val de Loire        | classé     | « PA00098381 », notice no PA00098381 | 47° 35′ 17″ nord, 1° 20′ 06″ est   |       |
| Manoir de Beauregard                                                                       | Méhers                          | Loir-et-Cher            | Centre-Val de Loire        | classé     | « PA00098475 », notice no PA00098475 | 47° 19′ 32″ nord, 1° 25′ 58″ est   |       |
| Collégiale Saint-Bonnet de Saint-Bonnet-le-Château                                         | Saint-Bonnet-le-Château         | Loire                   | Auvergne-Rhône-Alpes       | classé     | « PA00117578 », notice no PA00117578 | 45° 25′ 28″ nord, 4° 04′ 02″ est   |       |
| Pont Saint-Antoine                                                                         | Clisson                         | Loire-Atlantique        | Pays de la Loire           | classé     | « PA00108592 », notice no PA00108592 | 47° 05′ 12″ nord, 1° 16′ 41″ ouest |       |
| Pont de la Vallée                                                                          | Clisson                         | Loire-Atlantique        | Pays de la Loire           | classé     | « PA00108593 », notice no PA00108593 | 47° 05′ 13″ nord, 1° 16′ 47″ ouest |       |
| Maison des Apothicaires                                                                    | Nantes                          | Loire-Atlantique        | Pays de la Loire           | classé     | « PA00108747 », notice no PA00108747 | 47° 12′ 57″ nord, 1° 33′ 18″ ouest |       |
| Tour de l'Horloge                                                                          | Beaugency                       | Loiret                  | Centre-Val de Loire        | classé     | « PA00098701 », notice no PA00098701 | 47° 46′ 42″ nord, 1° 37′ 50″ est   |       |
| Église Saint-Georges de Bou                                                                | Bou                             | Loiret                  | Centre-Val de Loire        | classé     | « PA00098718 », notice no PA00098718 | 47° 52′ 28″ nord, 2° 02′ 48″ est   |       |
| Croix de Beauregard                                                                        | Beauregard                      | Lot                     | Occitanie                  | classé     | « PA00094979 », notice no PA00094979 | 44° 20′ 46″ nord, 1° 47′ 34″ est   |       |
| Halle de Beauregard                                                                        | Beauregard                      | Lot                     | Occitanie                  | classé     | « PA00094980 », notice no PA00094980 | 44° 20′ 01″ nord, 1° 47′ 01″ est   |       |
| Palais de Via                                                                              | Cahors                          | Lot                     | Occitanie                  | classé     | « PA00094998 », notice no PA00094998 | 44° 27′ 00″ nord, 1° 26′ 32″ est   |       |
| Église Saint-Caprais de Marcoux                                                            | Beauville                       | Lot-et-Garonne          | Nouvelle-Aquitaine         | classé     | « PA00084074 », notice no PA00084074 | 44° 17′ 25″ nord, 0° 53′ 54″ est   |       |
| Église Saint-Romain de Chirac                                                              | Chirac                          | Lozère                  | Occitanie                  | classé     | « PA00103816 », notice no PA00103816 | 44° 31′ 23″ nord, 3° 15′ 57″ est   |       |
| Hôtel du Roi-de-Pologne                                                                    | Angers                          | Maine-et-Loire          | Pays de la Loire           | classé     | « PA00108893 », notice no PA00108893 | 47° 28′ 10″ nord, 0° 33′ 48″ ouest |       |
| Maison (classée avec la maison d'Adam)                                                     | Angers                          | Maine-et-Loire          | Pays de la Loire           | classé     | « PA00108927 », notice no PA00108927 | 47° 28′ 14″ nord, 0° 33′ 15″ ouest |       |
| Porte Nouvelle                                                                             | Montreuil-Bellay                | Maine-et-Loire          | Pays de la Loire           | classé     | « PA00109206 », notice no PA00109206 | 47° 08′ 02″ nord, 0° 09′ 03″ ouest |       |
| Église Saint-Jacques                                                                       | Le Plessis-Grammoire            | Maine-et-Loire          | Pays de la Loire           | classé     | « PA00109229 », notice no PA00109229 | 47° 30′ 02″ nord, 0° 25′ 49″ ouest |       |
| Château du Percher                                                                         | Segré-en-Anjou Bleu             | Maine-et-Loire          | Pays de la Loire           | classé     | « PA00109280 », notice no PA00109280 | 47° 42′ 42″ nord, 0° 42′ 16″ ouest |       |
| Lanterne des morts                                                                         | Saumur                          | Maine-et-Loire          | Pays de la Loire           | classé     | « PA00109305 », notice no PA00109305 | 47° 15′ 41″ nord, 0° 04′ 50″ ouest |       |
| Église Saint-Pierre (porche)                                                               | La Hague                        | Manche                  | Normandie                  | classé     | « PA00110339 », notice no PA00110339 | 49° 36′ 49″ nord, 1° 49′ 24″ ouest |       |
| Église Saint-Réol d'Ambonnay                                                               | Ambonnay                        | Marne                   | Grand Est                  | classé     | « PA00078565 », notice no PA00078565 | 49° 04′ 34″ nord, 4° 10′ 29″ est   |       |
| Église d'Aougny                                                                            | Aougny                          | Marne                   | Grand Est                  | classé     | « PA00078570 », notice no PA00078570 | 49° 10′ 55″ nord, 3° 43′ 32″ est   |       |
| Prieuré de Binson                                                                          | Châtillon-sur-Marne             | Marne                   | Grand Est                  | classé     | « PA00078663 », notice no PA00078663 | 49° 05′ 29″ nord, 3° 45′ 58″ est   |       |
| Halles de Lagery                                                                           | Lagery                          | Marne                   | Grand Est                  | classé     | « PA00078729 », notice no PA00078729 | 49° 12′ 33″ nord, 3° 44′ 38″ est   |       |
| Église de la Nativité-de-Notre-Dame de La Neuville-au-Pont                                 | La Neuville-au-Pont             | Marne                   | Grand Est                  | classé     | « PA00078750 », notice no PA00078750 | 49° 07′ 26″ nord, 4° 51′ 26″ est   |       |
| Église Saint-Pierre-Saint-Paul de Passy-Grigny                                             | Passy-Grigny                    | Marne                   | Grand Est                  | classé     | « PA00078760 », notice no PA00078760 | 49° 07′ 35″ nord, 3° 40′ 45″ est   |       |
| Hôtel de ville                                                                             | Reims                           | Marne                   | Grand Est                  | classé     | « PA00078795 », notice no PA00078795 | 49° 15′ 29″ nord, 4° 01′ 54″ est   |       |
| Porte du Chapitre                                                                          | Reims                           | Marne                   | Grand Est                  | classé     | « PA00078798 », notice no PA00078798 | 49° 15′ 18″ nord, 4° 01′ 59″ est   |       |
| Hôtel de ville de Sainte-Menehould                                                         | Sainte-Menehould                | Marne                   | Grand Est                  | classé     | « PA00078842 », notice no PA00078842 | 49° 05′ 34″ nord, 4° 53′ 56″ est   |       |
| Calvaire du Bois de Vignon                                                                 | Sommepy-Tahure                  | Marne                   | Grand Est                  | classé     | « PA00078860 », notice no PA00078860 |                                    |       |
| Église Saint-Nicolas de Le Thoult                                                          | Le Thoult-Trosnay               | Marne                   | Grand Est                  | classé     | « PA00078875 », notice no PA00078875 | 48° 51′ 01″ nord, 3° 41′ 23″ est   |       |
| Église Saint-Louvent de Vauclerc                                                           | Vauclerc                        | Marne                   | Grand Est                  | classé     | « PA00078885 », notice no PA00078885 | 48° 42′ 34″ nord, 4° 39′ 29″ est   |       |
| Observatoire du Mont Sinaï                                                                 | Verzy                           | Marne                   | Grand Est                  | classé     | « PA00078891 », notice no PA00078891 | 49° 08′ 47″ nord, 4° 09′ 20″ est   |       |
| Abris de blockhaus à mitraillettes de Verzy                                                | Verzy                           | Marne                   | Grand Est                  | classé     | « PA00078890 », notice no PA00078890 | 49° 08′ 59″ nord, 4° 09′ 29″ est   |       |
| Église Saint-Pierre-et-Saint-Paul de Vienne-le-Château                                     | Vienne-le-Château               | Marne                   | Grand Est                  | classé     | « PA00078893 », notice no PA00078893 | 49° 11′ 25″ nord, 4° 53′ 16″ est   |       |
| Chapelle Saint-Lié de Ville-Dommange et blockhaus                                          | Ville-Dommange                  | Marne                   | Grand Est                  | classé     | « PA00078894 », notice no PA00078894 | 49° 12′ 17″ nord, 3° 55′ 46″ est   |       |
| Église Saint-Symphorien de Witry-lès-Reims                                                 | Witry-lès-Reims                 | Marne                   | Grand Est                  | classé     | « PA00078916 », notice no PA00078916 | 49° 17′ 42″ nord, 4° 07′ 13″ est   |       |
| Observatoire de Hablainville                                                               | Hablainville                    | Meurthe-et-Moselle      | Grand Est                  | classé     | « PA00106042 », notice no PA00106042 | 48° 30′ 55″ nord, 6° 42′ 55″ est   |       |
| Hôpital militaire souterrain de Domjevin                                                   | Domjevin                        | Meurthe-et-Moselle      | Grand Est                  | classé     | « PA00106090 », notice no PA00106090 | 48° 34′ 39″ nord, 6° 40′ 33″ est   |       |
| Croix-Gagnée                                                                               | Nancy                           | Meurthe-et-Moselle      | Grand Est                  | classé     | « PA00106107 », notice no PA00106107 | 48° 41′ 59″ nord, 6° 09′ 29″ est   |       |
| Bas-relief sculpté à la mémoire des soldats du 363e régiment d'infanterie de Pierre-Percée | Pierre-Percée                   | Meurthe-et-Moselle      | Grand Est                  | classé     | « PA00106330 », notice no PA00106330 | 48° 28′ 07″ nord, 6° 55′ 31″ est   |       |
| Ferme de Léomont                                                                           | Vitrimont                       | Meurthe-et-Moselle      | Grand Est                  | classé     | « PA00106437 », notice no PA00106437 | 48° 36′ 31″ nord, 6° 26′ 05″ est   |       |
| Plateau Sainte-Anne                                                                        | Clermont-en-Argonne             | Meuse                   | Grand Est                  | classé     | « PA00106508 », notice no PA00106508 | 49° 06′ 08″ nord, 5° 04′ 00″ est   |       |
| Tranchée des Baïonnettes                                                                   | Douaumont                       | Meuse                   | Grand Est                  | classé     | « PA00106528 », notice no PA00106528 | 49° 12′ 51″ nord, 5° 25′ 32″ est   |       |
| Abris du prince Ruprecht de Bavière                                                        | Varennes-en-Argonne             | Meuse                   | Grand Est                  | classé     | « PA00106644 », notice no PA00106644 | 49° 12′ 51″ nord, 4° 59′ 30″ est   |       |
| Chapelle Saint-Hervé                                                                       | Gourin                          | Morbihan                | Bretagne                   | classé     | « PA00091206 », notice no PA00091206 | 48° 09′ 47″ nord, 3° 34′ 28″ ouest |       |
| Chapelle Notre-Dame-des-Fleurs                                                             | Languidic                       | Morbihan                | Bretagne                   | classé     | « PA00091344 », notice no PA00091344 | 47° 49′ 55″ nord, 3° 09′ 22″ ouest |       |
| Chapelle Saint-Nicolas                                                                     | Priziac                         | Morbihan                | Bretagne                   | classé     | « PA00091590 », notice no PA00091590 | 48° 02′ 31″ nord, 3° 25′ 55″ ouest |       |
| Halles                                                                                     | Questembert                     | Morbihan                | Bretagne                   | classé     | « PA00091601 », notice no PA00091601 | 47° 39′ 40″ nord, 2° 27′ 14″ ouest |       |
| Chapelle Saint-Michel                                                                      | Questembert                     | Morbihan                | Bretagne                   | classé     | « PA00091594 », notice no PA00091594 | 47° 39′ 40″ nord, 2° 27′ 04″ ouest |       |
| Calvaire Saint-Michel                                                                      | Questembert                     | Morbihan                | Bretagne                   | classé     | « PA00091597 », notice no PA00091597 | 47° 39′ 40″ nord, 2° 27′ 04″ ouest |       |
| Chapelle Notre-Dame-de-Bonne-Encontre                                                      | Rohan                           | Morbihan                | Bretagne                   | classé     | « PA00091646 », notice no PA00091646 | 48° 04′ 06″ nord, 2° 44′ 58″ ouest |       |
| Chapelle Saint-Avé-d'en-Bas                                                                | Saint-Avé                       | Morbihan                | Bretagne                   | classé     | « PA00091661 », notice no PA00091661 | 47° 41′ 23″ nord, 2° 43′ 50″ ouest |       |
| Hôtel de ville                                                                             | Metz                            | Moselle                 | Grand Est                  | classé     | « PA00106852 », notice no PA00106852 | 49° 07′ 11″ nord, 6° 10′ 35″ est   |       |
| Hôtel du Parlement                                                                         | Metz                            | Moselle                 | Grand Est                  | classé     | « PA00106854 », notice no PA00106854 | 49° 07′ 10″ nord, 6° 10′ 31″ est   |       |
| Fortifications de Sarralbe                                                                 | Sarralbe                        | Moselle                 | Grand Est                  | classé     | « PA00106995 », notice no PA00106995 | 49° 00′ 01″ nord, 7° 01′ 51″ est   |       |
| Chapelle du Hackenberg                                                                     | Veckring                        | Moselle                 | Grand Est                  | classé     | « PA00107023 », notice no PA00107023 | 49° 20′ 54″ nord, 6° 22′ 10″ est   |       |
| Beffroi de Bailleul                                                                        | Bailleul                        | Nord                    | Hauts-de-France            | classé     | « PA00107358 », notice no PA00107358 | 50° 44′ 05″ nord, 2° 44′ 04″ est   |       |
| Hôtel de Simencourt                                                                        | Cambrai                         | Nord                    | Hauts-de-France            | classé     | « PA00107405 », notice no PA00107405 | 50° 10′ 37″ nord, 3° 13′ 59″ est   |       |
| Observatoire militaire de Frelinghien                                                      | Frelinghien                     | Nord                    | Hauts-de-France            | classé     | « PA00107533 », notice no PA00107533 | 50° 41′ 34″ nord, 2° 58′ 08″ est   |       |
| Noble Tour                                                                                 | Lille                           | Nord                    | Hauts-de-France            | classé     | « PA00107728 », notice no PA00107728 | 50° 37′ 51″ nord, 3° 04′ 27″ est   |       |
| Pilori de Maubeuge                                                                         | Maubeuge                        | Nord                    | Hauts-de-France            | classé     | « PA00107750 », notice no PA00107750 |                                    |       |
| Tour à diables                                                                             | Orchies                         | Nord                    | Hauts-de-France            | classé     | « PA00107769 », notice no PA00107769 | 50° 28′ 26″ nord, 3° 14′ 22″ est   |       |
| Église Saint-Michel de Brunvillers-la-Motte                                                | Brunvillers-la-Motte            | Oise                    | Hauts-de-France            | classé     | « PA00114556 », notice no PA00114556 | 49° 32′ 55″ nord, 2° 27′ 00″ est   |       |
| Chapelle Sainte-Corneille                                                                  | Compiègne                       | Oise                    | Hauts-de-France            | classé     | « PA00114607 », notice no PA00114607 | 49° 23′ 52″ nord, 2° 53′ 18″ est   |       |
| Église Saint-Martin d'Hadancourt-le-Haut-Clocher                                           | Hadancourt-le-Haut-Clocher      | Oise                    | Hauts-de-France            | classé     | « PA00114709 », notice no PA00114709 | 49° 11′ 04″ nord, 1° 51′ 27″ est   |       |
| Croix d'Hénonville                                                                         | Hénonville                      | Oise                    | Hauts-de-France            | classé     | « PA00114713 », notice no PA00114713 | 49° 12′ 28″ nord, 2° 03′ 05″ est   |       |
| Chapelle Sainte-Marie-Madeleine de Maignelay-Montigny                                      | Maignelay-Montigny              | Oise                    | Hauts-de-France            | classé     | « PA00114732 », notice no PA00114732 | 49° 33′ 15″ nord, 2° 31′ 37″ est   |       |
| Calvaire du Bouquet de l'église                                                            | Maignelay-Montigny              | Oise                    | Hauts-de-France            | classé     | « PA00114733 », notice no PA00114733 | 49° 32′ 58″ nord, 2° 30′ 57″ est   |       |
| Église Saint-Martin de Mareuil-sur-Ourcq                                                   | Mareuil-sur-Ourcq               | Oise                    | Hauts-de-France            | classé     | « PA00114739 », notice no PA00114739 | 49° 08′ 23″ nord, 3° 04′ 43″ est   |       |
| Ruines gallo-romaines du Mont-Berny                                                        | Saint-Étienne-Roilaye           | Oise                    | Hauts-de-France            | classé     | « PA00114856 », notice no PA00114856 |                                    |       |
| Église Notre-Dame de Tricot                                                                | Tricot                          | Oise                    | Hauts-de-France            | classé     | « PA00114924 », notice no PA00114924 | 49° 33′ 42″ nord, 2° 35′ 16″ est   |       |
| Immeuble                                                                                   | 1er arrondissement de Paris     | Paris                   | Île-de-France              | classé     | « PA00085973 », notice no PA00085973 | 48° 51′ 53″ nord, 2° 20′ 18″ est   |       |
| Immeuble                                                                                   | 1er arrondissement de Paris     | Paris                   | Île-de-France              | classé     | « PA00085974 », notice no PA00085974 | 48° 51′ 53″ nord, 2° 20′ 18″ est   |       |
| Immeuble                                                                                   | 1er arrondissement de Paris     | Paris                   | Île-de-France              | classé     | « PA00085976 », notice no PA00085976 | 48° 51′ 54″ nord, 2° 20′ 19″ est   |       |
| Immeuble                                                                                   | 1er arrondissement de Paris     | Paris                   | Île-de-France              | classé     | « PA00085978 », notice no PA00085978 | 48° 51′ 55″ nord, 2° 20′ 19″ est   |       |
| Immeuble                                                                                   | 1er arrondissement de Paris     | Paris                   | Île-de-France              | classé     | « PA00085984 », notice no PA00085984 | 48° 51′ 57″ nord, 2° 20′ 20″ est   |       |
| Immeuble                                                                                   | 1er arrondissement de Paris     | Paris                   | Île-de-France              | classé     | « PA00085969 », notice no PA00085969 | 48° 51′ 51″ nord, 2° 20′ 17″ est   |       |
| Immeuble                                                                                   | 1er arrondissement de Paris     | Paris                   | Île-de-France              | classé     | « PA00085975 », notice no PA00085975 | 48° 51′ 53″ nord, 2° 20′ 19″ est   |       |
| Immeuble                                                                                   | 1er arrondissement de Paris     | Paris                   | Île-de-France              | classé     | « PA00085977 », notice no PA00085977 | 48° 51′ 54″ nord, 2° 20′ 19″ est   |       |
| Immeuble                                                                                   | 1er arrondissement de Paris     | Paris                   | Île-de-France              | classé     | « PA00085983 », notice no PA00085983 | 48° 51′ 56″ nord, 2° 20′ 20″ est   |       |
| Immeuble                                                                                   | 1er arrondissement de Paris     | Paris                   | Île-de-France              | classé     | « PA00085985 », notice no PA00085985 | 48° 51′ 57″ nord, 2° 20′ 21″ est   |       |
| Immeuble                                                                                   | 1er arrondissement de Paris     | Paris                   | Île-de-France              | classé     | « PA00085979 », notice no PA00085979 | 48° 51′ 55″ nord, 2° 20′ 19″ est   |       |
| Immeuble                                                                                   | 1er arrondissement de Paris     | Paris                   | Île-de-France              | classé     | « PA00085982 », notice no PA00085982 | 48° 51′ 56″ nord, 2° 20′ 20″ est   |       |
| Immeuble                                                                                   | 1er arrondissement de Paris     | Paris                   | Île-de-France              | classé     | « PA00085968 », notice no PA00085968 | 48° 51′ 51″ nord, 2° 20′ 17″ est   |       |
| Immeuble                                                                                   | 1er arrondissement de Paris     | Paris                   | Île-de-France              | classé     | « PA00085970 », notice no PA00085970 | 48° 51′ 52″ nord, 2° 20′ 17″ est   |       |
| Immeuble                                                                                   | Arras                           | Pas-de-Calais           | Hauts-de-France            | classé     | « PA00108070 », notice no PA00108070 | 50° 17′ 35″ nord, 2° 46′ 40″ est   |       |
| Église Notre-Dame d'Aigueperse                                                             | Aigueperse                      | Puy-de-Dôme             | Auvergne-Rhône-Alpes       | classé     | « PA00091849 », notice no PA00091849 | 46° 01′ 29″ nord, 3° 12′ 18″ est   |       |
| Hôtel de la Chanterie                                                                      | Clermont-Ferrand                | Puy-de-Dôme             | Auvergne-Rhône-Alpes       | classé     | « PA00092073 », notice no PA00092073 | 45° 47′ 35″ nord, 3° 06′ 50″ est   |       |
| Église Saint-Jean d'Esteil                                                                 | Esteil                          | Puy-de-Dôme             | Auvergne-Rhône-Alpes       | classé     | « PA00092127 », notice no PA00092127 | 45° 27′ 10″ nord, 3° 21′ 55″ est   |       |
| Maison (détruite en 2012)                                                                  | Thiers                          | Puy-de-Dôme             | Auvergne-Rhône-Alpes       | classé     | « PA00092442 », notice no PA00092442 | 45° 51′ 13″ nord, 3° 32′ 52″ est   |       |
| Abbaye Notre-Dame de Bellaigue                                                             | Virlet                          | Puy-de-Dôme             | Auvergne-Rhône-Alpes       | classé     | « PA00092469 », notice no PA00092469 | 46° 09′ 23″ nord, 2° 41′ 53″ est   |       |
| Église Saint-Michel d'Ordiarp                                                              | Ordiarp                         | Pyrénées-Atlantiques    | Nouvelle-Aquitaine         | classé     | « PA00084472 », notice no PA00084472 | 43° 11′ 10″ nord, 0° 56′ 36″ ouest |       |
| Château royal de Collioure                                                                 | Collioure                       | Pyrénées-Orientales     | Occitanie                  | classé     | « PA00103998 », notice no PA00103998 | 42° 31′ 32″ nord, 3° 05′ 05″ est   |       |
| Remparts de Mont-Louis                                                                     | Mont-Louis                      | Pyrénées-Orientales     | Occitanie                  | classé     | « PA00104052 », notice no PA00104052 | 42° 30′ 28″ nord, 2° 07′ 20″ est   |       |
| Église Sainte-Marie de Montferrer                                                          | Montferrer                      | Pyrénées-Orientales     | Occitanie                  | classé     | « PA00104050 », notice no PA00104050 | 42° 26′ 16″ nord, 2° 34′ 04″ est   |       |
| Porte d'Espagne                                                                            | Prats-de-Mollo-la-Preste        | Pyrénées-Orientales     | Occitanie                  | classé     | « PA00104102 », notice no PA00104102 | 42° 24′ 15″ nord, 2° 28′ 40″ est   |       |
| Prieuré d'Anzy-le-Duc                                                                      | Anzy-le-Duc                     | Saône-et-Loire          | Bourgogne-Franche-Comté    | classé     | « PA00113070 », notice no PA00113070 | 46° 19′ 14″ nord, 4° 03′ 43″ est   |       |
| Borne armoriée du Mont Morin                                                               | Mercurey                        | Saône-et-Loire          | Bourgogne-Franche-Comté    | classé     | « PA00113357 », notice no PA00113357 | 46° 51′ 18″ nord, 4° 43′ 51″ est   |       |
| Borne armoriée du Mont Morin                                                               | Rully                           | Saône-et-Loire          | Bourgogne-Franche-Comté    | classé     | « PA00113408 », notice no PA00113408 | 46° 51′ 18″ nord, 4° 43′ 51″ est   |       |
| Église Saint-Bonnet de Saint-Bonnet-de-Cray                                                | Saint-Bonnet-de-Cray            | Saône-et-Loire          | Bourgogne-Franche-Comté    | classé     | « PA00113422 », notice no PA00113422 | 46° 12′ 53″ nord, 4° 08′ 23″ est   |       |
| Hôtel Lacroix-Laval                                                                        | Tournus                         | Saône-et-Loire          | Bourgogne-Franche-Comté    | classé     | « PA00113503 », notice no PA00113503 | 46° 33′ 57″ nord, 4° 54′ 31″ est   |       |
| Château de Verdelles                                                                       | Poillé-sur-Vègre                | Sarthe                  | Pays de la Loire           | classé     | « PA00109908 », notice no PA00109908 | 47° 54′ 01″ nord, 0° 14′ 50″ ouest |       |
| Église Saints-Pierre-et-Paul d'Arville                                                     | Arville                         | Seine-et-Marne          | Île-de-France              | classé     | « PA00086796 », notice no PA00086796 | 48° 11′ 16″ nord, 2° 32′ 53″ est   |       |
| Église Saint-Barthélemy de Beaumont-du-Gâtinais                                            | Beaumont-du-Gâtinais            | Seine-et-Marne          | Île-de-France              | classé     | « PA00086811 », notice no PA00086811 | 48° 08′ 10″ nord, 2° 28′ 29″ est   |       |
| Halles de Beaumont-du-Gâtinais                                                             | Beaumont-du-Gâtinais            | Seine-et-Marne          | Île-de-France              | classé     | « PA00086812 », notice no PA00086812 | 48° 08′ 11″ nord, 2° 28′ 30″ est   |       |
| Église Saint-Martin de Doue                                                                | Doue                            | Seine-et-Marne          | Île-de-France              | classé     | « PA00086936 », notice no PA00086936 | 48° 52′ 07″ nord, 3° 10′ 02″ est   |       |
| Église Saint-Germain de Marles-en-Brie                                                     | Marles-en-Brie                  | Seine-et-Marne          | Île-de-France              | classé     | « PA00087080 », notice no PA00087080 | 48° 43′ 45″ nord, 2° 52′ 47″ est   |       |
| Église Saint-Martin de Mons-en-Montois                                                     | Mons-en-Montois                 | Seine-et-Marne          | Île-de-France              | classé     | « PA00087111 », notice no PA00087111 | 48° 29′ 19″ nord, 3° 08′ 41″ est   |       |
| Temple des Essarts                                                                         | Grand-Couronne                  | Seine-Maritime          | Normandie                  | classé     | « PA00100681 », notice no PA00100681 | 49° 20′ 48″ nord, 1° 01′ 00″ est   |       |
| Villa du Grésil                                                                            | Grand-Couronne                  | Seine-Maritime          | Normandie                  | classé     | « PA00100682 », notice no PA00100682 | 49° 20′ 12″ nord, 0° 59′ 56″ est   |       |
| Constructions gallo-romaines de Saint-Nicolas                                              | La Londe                        | Seine-Maritime          | Normandie                  | classé     | « PA00100737 », notice no PA00100737 | 49° 19′ 09″ nord, 0° 54′ 48″ est   |       |
| Temple de Saint-Ouen-de-Thouberville                                                       | La Londe                        | Seine-Maritime          | Normandie                  | classé     | « PA00100739 », notice no PA00100739 | 49° 20′ 22″ nord, 0° 54′ 53″ est   |       |
| Temple du Vivier-Gamelin                                                                   | La Londe                        | Seine-Maritime          | Normandie                  | classé     | « PA00100740 », notice no PA00100740 | 49° 19′ 47″ nord, 0° 56′ 47″ est   |       |
| Constructions gallo-romaines de la Mare-du-Puits                                           | Oissel                          | Seine-Maritime          | Normandie                  | classé     | « PA00100781 », notice no PA00100781 | 49° 21′ 28″ nord, 1° 03′ 13″ est   |       |
| Temple gallo-romain de la Mare-aux-Anglais                                                 | Orival                          | Seine-Maritime          | Normandie                  | classé     | « PA00100784 », notice no PA00100784 | 49° 19′ 14″ nord, 0° 59′ 59″ est   |       |
| Immeuble (71 rue Grand-Pont, détruit)                                                      | Rouen                           | Seine-Maritime          | Normandie                  | classé     | « PA00100894 », notice no PA00100894 | 49° 26′ 25″ nord, 1° 05′ 37″ est   |       |
| Théâtre                                                                                    | Amiens                          | Somme                   | Hauts-de-France            | classé     | « PA00116078 », notice no PA00116078 | 49° 53′ 33″ nord, 2° 18′ 00″ est   |       |
| Église Saint-Médard de Croix-Moligneaux                                                    | Croix-Moligneaux                | Somme                   | Hauts-de-France            | classé     | « PA00116127 », notice no PA00116127 | 49° 48′ 57″ nord, 3° 00′ 09″ est   |       |
| Chapelle de Briost                                                                         | Saint-Christ-Briost             | Somme                   | Hauts-de-France            | classé     | « PA00116238 », notice no PA00116238 | 49° 51′ 29″ nord, 2° 55′ 18″ est   |       |
| Collégiale Saint-Salvi                                                                     | Albi                            | Tarn                    | Occitanie                  | classé     | « PA00095457 », notice no PA00095457 | 43° 55′ 41″ nord, 2° 08′ 40″ est   |       |
| Maison Ladevèze                                                                            | Cordes-sur-Ciel                 | Tarn                    | Occitanie                  | classé     | « PA00095531 », notice no PA00095531 | 44° 03′ 48″ nord, 1° 57′ 02″ est   |       |
| Église Saint-Michel                                                                        | Cordes-sur-Ciel                 | Tarn                    | Occitanie                  | classé     | « PA00095526 », notice no PA00095526 | 44° 03′ 49″ nord, 1° 57′ 03″ est   |       |
| Église Saint-Martin de Moissac                                                             | Moissac                         | Tarn-et-Garonne         | Occitanie                  | classé     | « PA00095787 », notice no PA00095787 | 44° 06′ 06″ nord, 1° 04′ 31″ est   |       |
| Hôtel de ville                                                                             | Belfort                         | Territoire de Belfort   | Bourgogne-Franche-Comté    | classé     | « PA00101139 », notice no PA00101139 | 47° 38′ 16″ nord, 6° 51′ 46″ est   |       |
| Ferme La Vacherie                                                                          | Tourves                         | Var                     | Provence-Alpes-Côte d'Azur | classé     | « PA00081762 », notice no PA00081762 | 43° 24′ 36″ nord, 5° 54′ 44″ est   |       |
| Église Saint-Rémi de Chenevelles                                                           | Chenevelles                     | Vienne                  | Nouvelle-Aquitaine         | classé     | « PA00105419 », notice no PA00105419 | 46° 43′ 40″ nord, 0° 39′ 12″ est   |       |
| Hôtel de la Bidolière                                                                      | Poitiers                        | Vienne                  | Nouvelle-Aquitaine         | classé     | « PA00105636 », notice no PA00105636 | 46° 34′ 45″ nord, 0° 20′ 35″ est   |       |
| Église Saint-Mansuy                                                                        | Fontenoy-le-Château             | Vosges                  | Grand Est                  | classé     | « PA00107167 », notice no PA00107167 | 47° 58′ 28″ nord, 6° 12′ 00″ est   |       |
| Église Saint-Médard de Bussy-en-Othe                                                       | Bussy-en-Othe                   | Yonne                   | Bourgogne-Franche-Comté    | classé     | « PA00113629 », notice no PA00113629 | 48° 01′ 11″ nord, 3° 30′ 46″ est   |       |
| Polissoir du Sauvageon                                                                     | Courgenay                       | Yonne                   | Bourgogne-Franche-Comté    | classé     | « PA00113660 », notice no PA00113660 | 48° 17′ 12″ nord, 3° 31′ 04″ est   |       |
| Polissoir de Lancy                                                                         | Courgenay                       | Yonne                   | Bourgogne-Franche-Comté    | classé     | « PA00113658 », notice no PA00113658 | 48° 18′ 00″ nord, 3° 29′ 56″ est   |       |
| Polissoirs de la Pierre à l'eau                                                            | Lailly                          | Yonne                   | Bourgogne-Franche-Comté    | classé     | « PA00113722 », notice no PA00113722 | 48° 16′ 51″ nord, 3° 30′ 13″ est   |       |
| Dolmens de Trainel                                                                         | Saint-Maurice-aux-Riches-Hommes | Yonne                   | Bourgogne-Franche-Comté    | classé     | « PA00113831 », notice no PA00113831 | 48° 19′ 59″ nord, 3° 28′ 41″ est   |       |
| Halles de Seignelay                                                                        | Seignelay                       | Yonne                   | Bourgogne-Franche-Comté    | classé     | « PA00113830 », notice no PA00113830 | 47° 54′ 11″ nord, 3° 36′ 02″ est   |       |
| Chapelle de l'Hermitage                                                                    | Versailles                      | Yvelines                | Île-de-France              | classé     | « PA00087669 », notice no PA00087669 | 48° 48′ 46″ nord, 2° 07′ 26″ est   |       |
| Hôtel de la Guerre                                                                         | Versailles                      | Yvelines                | Île-de-France              | classé     | « PA00087698 », notice no PA00087698 | 48° 48′ 09″ nord, 2° 07′ 17″ est   |       |